# Syv kvinder
Syv kvinder (originaltitel 7 Women) er en amerikansk film fra 1966, instrueret af John Ford. Filmen er baseret på novellen Chinese Finale af den engelske forfatter Norah Lofts.
I hovedrollerne ses kvinderne Anne Bancroft, Sue Lyon, Margaret Leighton, Flora Robson, Mildred Dunnock, Betty Field, Anne Lee samt mændene Eddie Albert, Mike Mazurki og Woody Strode.

## Handlingen
Filmen foregår i Kina i 1935 på en fjerntliggende missionsstation. Missionen, der overvejende består af kvinder, trues både indefra og udefra. Alt er roligt på overfladen, idet lederen af missionen, Miss Agatha Andrews (spillet af Margaret Leighton) styrer tingene stramt, og hun er selvretfærdigt overbevist om, at hendes forestilling om kristen fromhed er den eneste korrekte måde at leve på. De andre kvinder på missionen omfatter hendes loyale assistent Miss Argent (spillet af Mildred Dunnock); Miss Binns (spillet af Flora Robson) og Mrs Russell (spillet af Anna Lee) fra den nærliggende britiske mission, som har søgt tilflugt for krigens rædsler; Mrs Florrier Pether (spillet af Betty Field) hvis mand, Clarles Pether (spillet af Eddie Albert) er lærer og den eneste mand dér; Miss Ling (spillet af Jane Chang), den ærbare kinesiske lærerinde og oversætter samt Emma Clark (spillet af Sue Lyon), som er en del af personalet og den yngste kvinde på missionen.
De neurotiske spændinger syder, og Miss Andrews viser sig snart at være en undertrykt lesbisk, der begærer Emma. Da den elegante, humanistiske, kyniske og ateistiske læge, Dr. Cartwright (spillet af Anne Bancroft) ankommer, krakelerer den skrøbelige fred, især da Emma bliver lægens beundrer. Cartwright er anderledes end de andre kvinder, og Emma og Andrews støder sammen pga. Cartwrights holdninger, hendes grove sprog, hendes rygning og totale mangel på interesse i at deltage i de daglige bønner. Florrie er gravid men er bange for, at hun er for gammel til at føde uden problemer. Cartwright er nødt til at klare en fødsel under meget primitive forhold; der udbryder kolera, og til sidst angribes missionen af mongolske røvere, der udsætter dem for grusomheder, grove ydmygelser og barbarisk opførsel. Cartwright inspirerer kvinderne til at være modige, og det lykkes dem at klare den uhyre farlige situation. Men til sidst er Cartwright nødt til at ofre sig selv og blive konkubine for mongolernes leder, Tunga Khan (spillet af Mike Mazurki), for at redde de andre. Dette skaber splittelse blandt missionærerne, hvor Miss Andrews er rystet over Cartwrights beslutning, mens Miss Binns roser hende for hendes mod. Alle i gruppen har deres egen reaktion på faren, hvilket bibringer filmen en vis dybde. Ved filmens slutning skåler Cartwright og Tunga Khan i forgiftet te, som han drikker for straks at falde om, mens hun koldt siger: "So long ya bastard".